# 纪利安

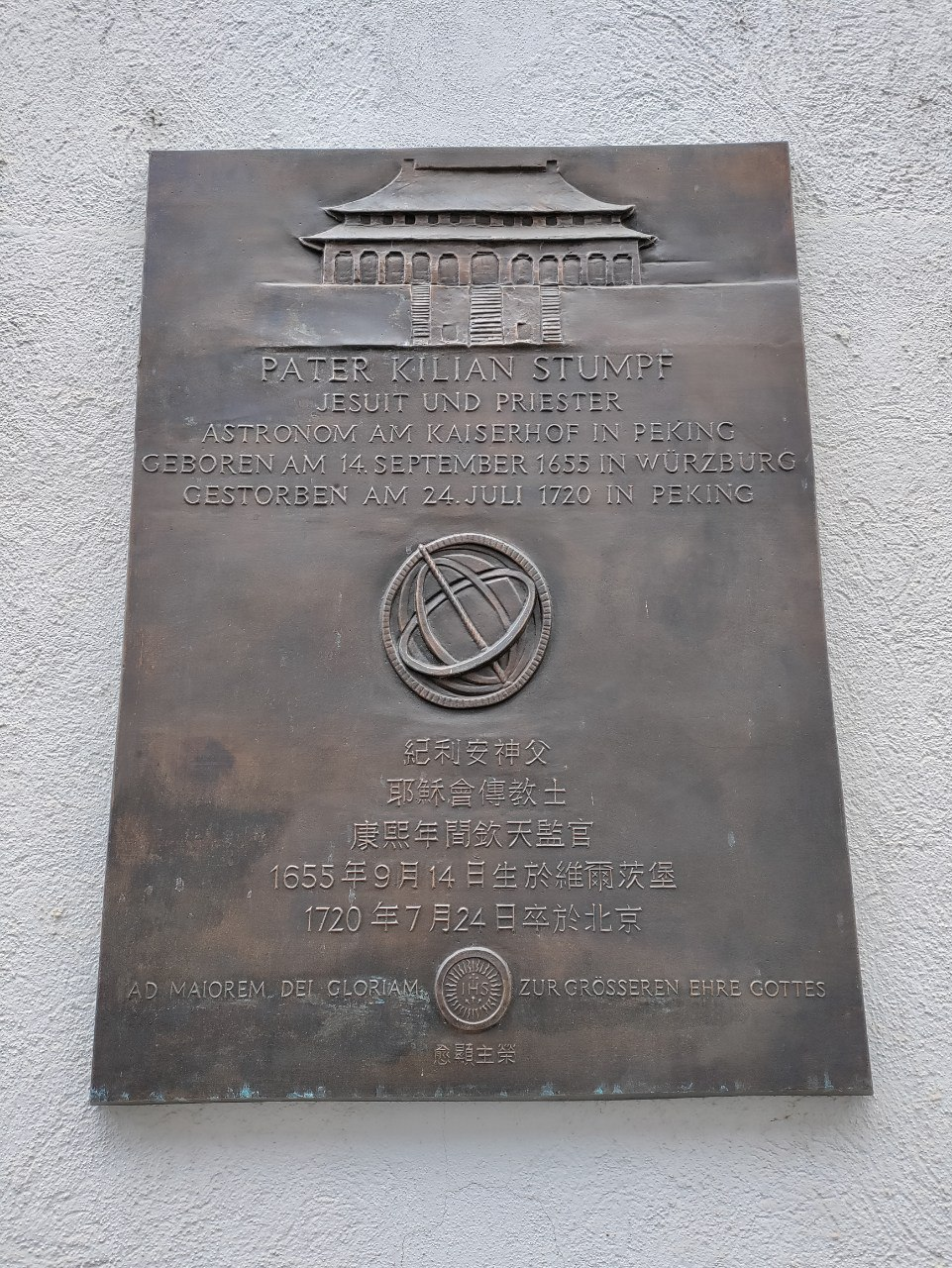
自2022年起放置，位於德國維爾茨堡神學院的紀念匾

紀利安，也作紀理安（德語：Kilian Stumpf，1655年3月12日—1720年7月24日）生於德國维尔茨堡，卒於北京，清朝康熙年间德国传教士，任欽天監官。
康熙五十四年（1715年），奉命製做地平經緯儀，该仪器把地平仪与象限儀的功能合二為一。它平放在地平圈外，直徑五尺，宽七寸七分，周圍刻有四象限度，下边有四根柱子支撑，最下边是一个圆形台座。地平圈中心倒安有螺柱，上边延伸出一根立軸，東西两边安放有立柱，高一丈一尺，上邊連了一根曲梁，正中间開有孔，用来放置立軸的上端。中間安放着象限儀，圓心在下，半徑六尺，弧宽二寸七分，背面也连接了一根立軸以運之。圓心处装有遊表，長八尺，上边設有橫耳，末端設有橫柱，以便于抬头观察。在观测各个星曜的时候，就旋转象限儀，再将游表抬起，让各颗星星和仪器上的对正，那么橫半徑所指的就是地平经度，遊表所指的就是地平纬度，这样一观测，就可得知經緯度了。